# Холич
Холич (на словашки: Holíč) е град в югозападна Словакия, част от окръг Скалица на Търнавски край. Според Статистическа служба на Словашката република към 31 декември 2021 г. градът има 11129 жители.
Разположен е на река Морава, на 8 km югозападно от Скалица. Площта му е 34,79 km².